# Милертаун (Пенсилванија)
Милертаун (енгл. Millerstown) град је у америчкој савезној држави Пенсилванија.

## Демографија
По попису из 2010. године број становника је 673, што је 6 (-0,9%) становника мање него 2000. године.
| Група             | 2000.       | 2010.       |
| Белци             | 670 (98,7%) | 648 (96,3%) |
| Афроамериканци    | 2 (0,3%)    | 0 (0,0%)    |
| Азијати           | 1 (0,1%)    | 2 (0,3%)    |
| Хиспаноамериканци | 6 (0,9%)    | 14 (2,1%)   |
| Укупно            | 679         | 673         |